# سوینرتون
سوینرتون (به انگلیسی: Swynnerton) یک روستا و محله مدنی در بریتانیا است که در Stafford واقع شده‌است. سوینرتون ۴٬۴۵۳ نفر جمعیت دارد.